# Власна війна
Власна війна (англ. Private Wars) — американський бойовик 1993 року.

## Сюжет
Заможний бізнесмен хоче побудувати величезний бізнес-центр і намагається переконати жителів кварталу покинути свої будинки. Для досягнення своїх цілей, він підкуповує поліцію і використовує банди, щоб залякати людей. Колишній поліцейський Джек Меннінг вирішує навести порядок у кварталі і починає свою власну кровопролитну війну.

## У ролях
| Актор               | Роль               |
| ------------------- | ------------------ |
| Стів Рейлсбек       | Джек Меннінг       |
| Майкл Чемпіон       | Карпентер          |
| Ден Тулліс молодший | Мо Вільямс         |
| Голлі Флорія        | Ронні Гілмор       |
| Стюарт Вітман       | Александер Вінтерс |
| Майкл Делано        | містер Мендоса     |
| Джеймс Лью          | Обата              |
| Брайан Патрік Кларк | Бен Гілмор         |
| Альберт Гарсія      | Ферре              |
| Синтія Фрост        | місіс Домінік      |
| Тім Колсері         | сержант Фуллер     |
| Джон Гобсон         | байкер             |
| Вінс Мурдокко       | Едді               |
| Джон Салвітті       | Фалько             |
| Жан Майкл Шульц     | поліцейський 1     |
| Тодд Ерік Велкорт   | підліток           |
| Кен Давітіан        | бармен             |
| Вікторія Гоулі      | повія              |
| Боб Драйер          | селюк              |
| Арт Камачо          | в'язень            |
| Скотт Ліва          | син місіс Домінік  |
| Джо Мерфі           | сусід              |